# Hornblåsaren 5

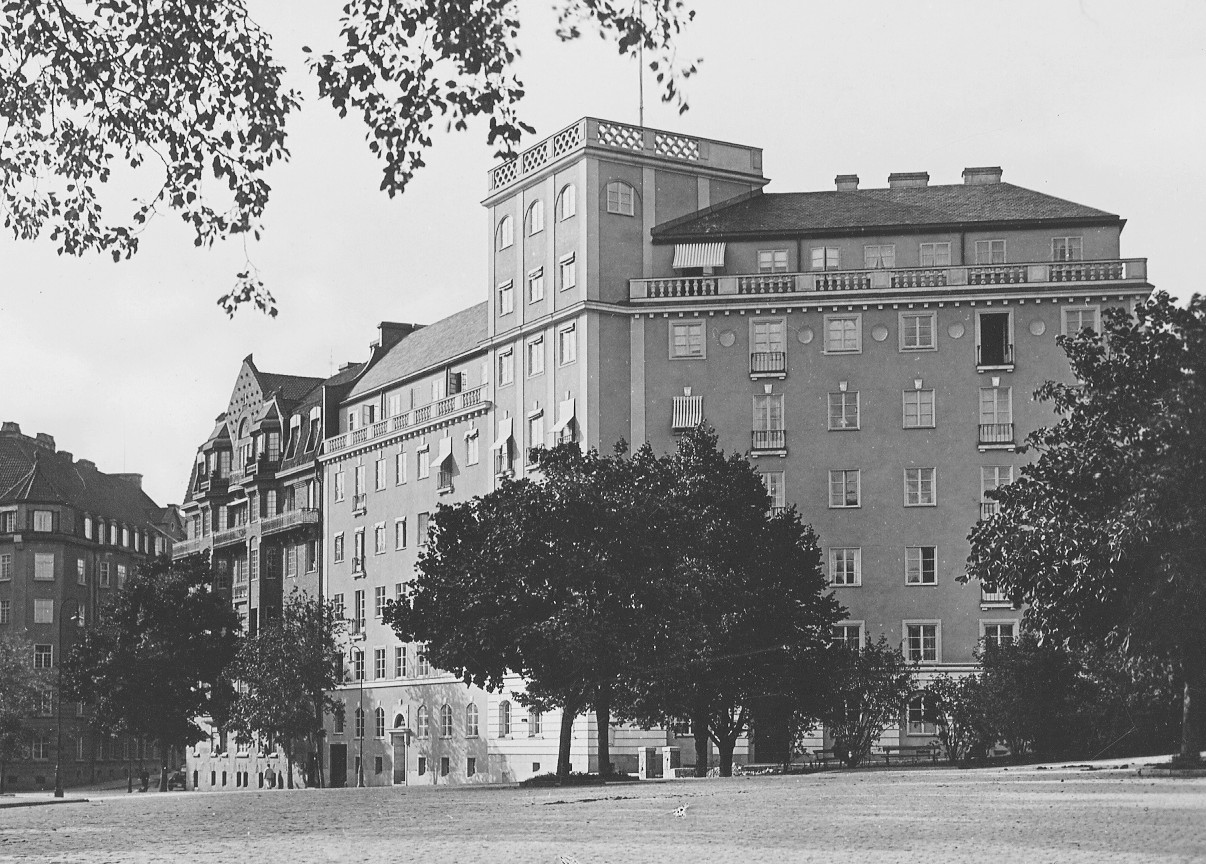
Hornblåsaren 5, Strandvägen 65-67, 1920-tal.

Hornblåsaren 5 är en kulturhistoriskt värdefull fastighet i kvarteret Hornblåsaren i hörnet Strandvägen 65–67 / Linnégatan 104 på Östermalm i Stockholm. Byggnaden uppfördes 1922–1923 av byggmästaren Eskil Alfheim efter ritningar av arkitekterna Gustaf Adolf Falk och Knut Nordenskjöld. Fastigheten är grönmärkt av Stadsmuseet i Stockholm vilket betyder "särskilt värdefull från historisk, kulturhistorisk, miljömässig eller konstnärlig synpunkt".

## Bakgrund

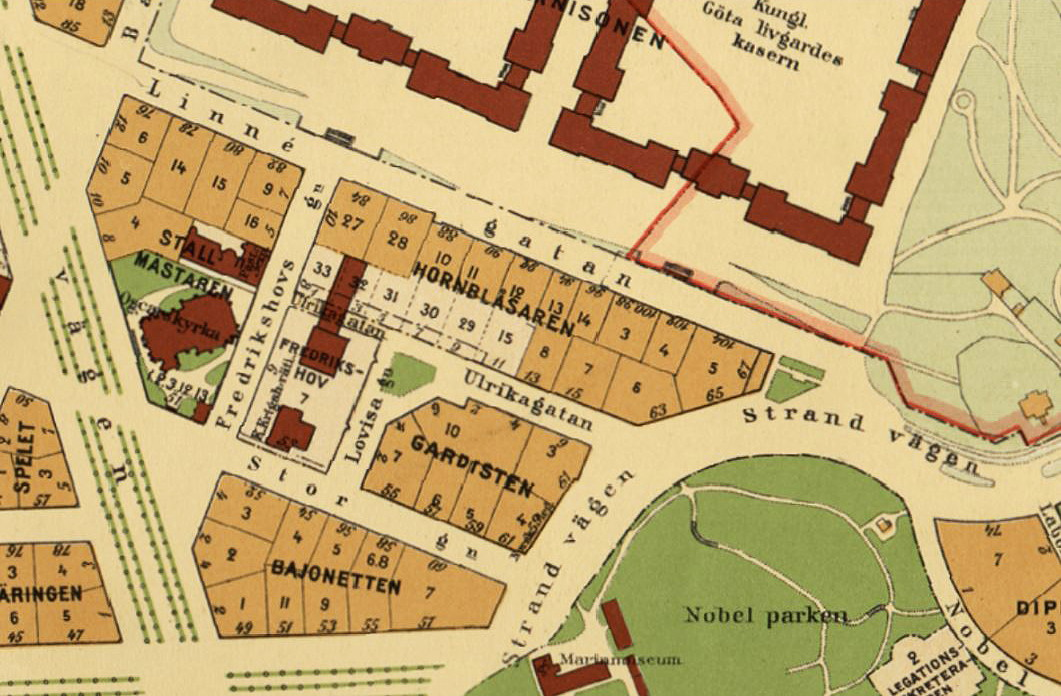
Hornblåsaren på 1930-talet.

Tidigare låg här storkvarteret Terra Nova större som hade sitt namn efter skeppsvarvet Terra Nova. I slutet av 1800-talet bildades på en mindre del av Terra nova större (motsvarande Svea livgardes kaserner) kvarteret Trumman som i sin tur blev platsen för kvarteren Hornblåsaren och Gardisten. Kvartersnamnet Hornblåsaren  minner om forna tiders revelj på Svea livgardes domäner från 1800-talet. Idag existerar ett 60-tal kvartersnamn med militär anknytning som återspeglar den långa militära epoken på Östermalm. 
Hornblåsaren 5 är det ostligaste av samtliga Strandvägsfastigheter och fick sin bebyggelse först efter första världskriget när materialbristen släppte och ekonomin var på väg upp igen. Före 1914 ingick denna del av Strandvägen i Kavallerivägen som då bytte namn till Strandvägen och förlängdes förbi Diplomatstaden fram till Djurgårdsbrunnsvägen med jämna husnummer 74–84. Exempelvis hade Villa Hjorth (byggår 1930) adressen Strandvägen 84. Den delen namnändrades 1999 till Dag Hammarskjölds väg.

## Byggnadsbeskrivning

### Exteriör

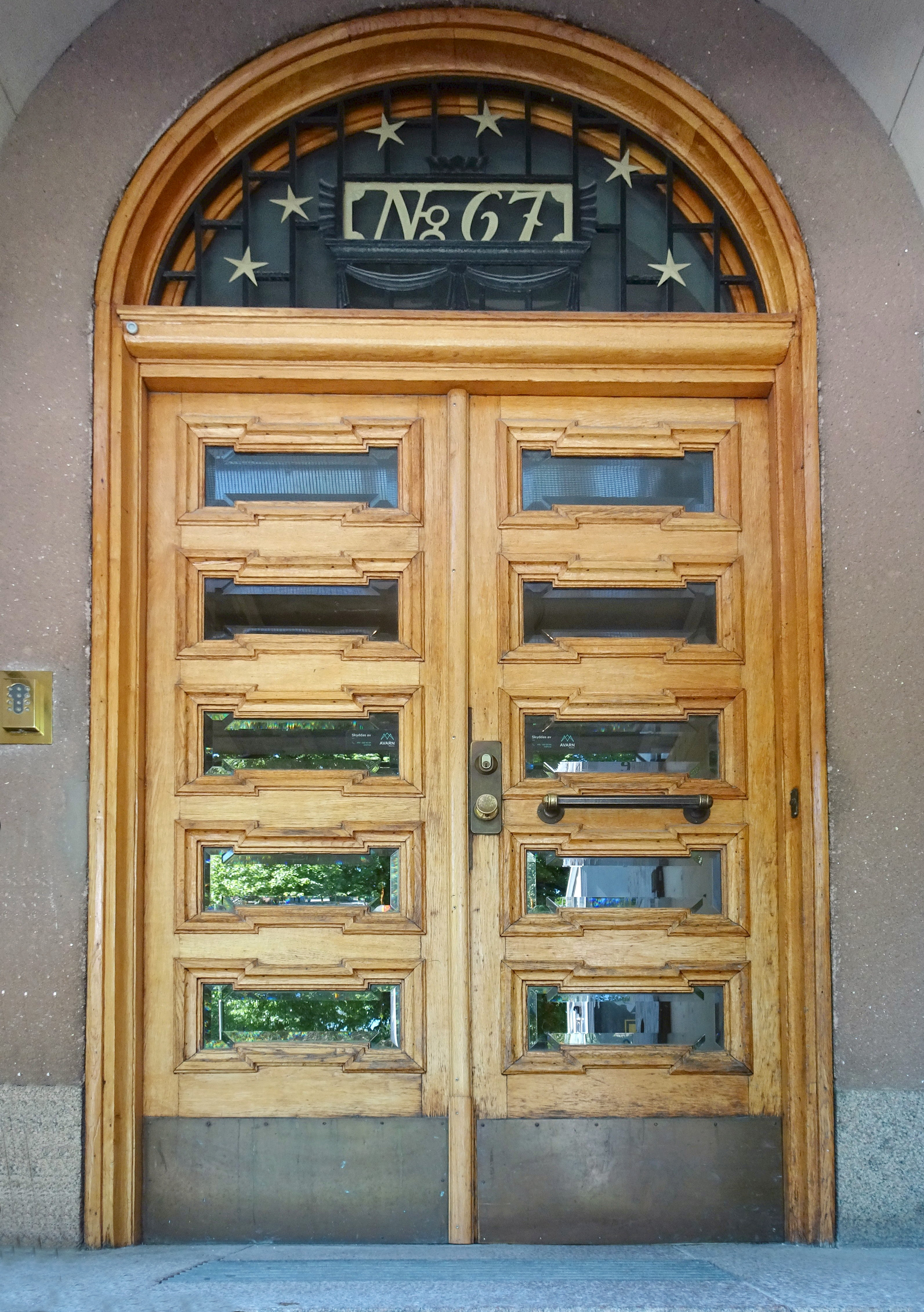
Entré Strandvägen 67.

Hornblåsaren 5 upptar hela östra delen av det avlånga kvarteret Hornblåsaren. Fastigheten bildades redan på 1910-talet och ägdes då av Kronan. Tomten förvärvades av industrimannen Helge Ax:son Johnson som 1921 eller 1922 sålde den vidare till kamreren Bertil Reinhold Alfheim (1889–1948). Han var yngre bror till byggmästaren Eskil Alfheim vilken 1912 börjat egen byggverksamhet under namnet E.R. Alfheim & Co som även kom att uppföra huset och därefter stod som ägare. 
Alfheim anlitade arkitekterna Gustaf Adolf Falk och Knut Nordenskjöld som gestaltade husets exteriör i den vid tiden rådande 1920-talsklassicism. Efter första världskriget moderniseras byggtekniken och husets bärande stomme utfördes i armerad betong, vilket var en nyhet vid denna tidpunkt. För konstruktionerna stod ingenjörsfirman C. Kreüger & E. Bärlin som drevs av civilingenjörerna Claës Kreüger (1889-1975) och Eskil Bärlin (1884-1972). 
Byggnaden fick en kraftfull volym i sex våningar med souterrängvåning och en något indragen sjunde takvåning. Hörnet accentuerades av ett markant kvadratiskt torn som reser sig med ytterligare två våningar över taket och avslutas av en genombruten balustrad. Mot Linnégatan märks två burspråk som är tre våningar höga. Fasaderna ytbehandlades med gråbeige terrassitputs (ursprungligen något ljusare på pilaster och listverk) och kläddes på sockeln och i höjd med bottenvåningen (tornet och mot förgården) med granit. Yttertaket var ursprungligen täckt av skiffer. Framför kortsidan mot Strandvägen anordnades en av ett smidesstaket inhägnad förgård.

### Interiör

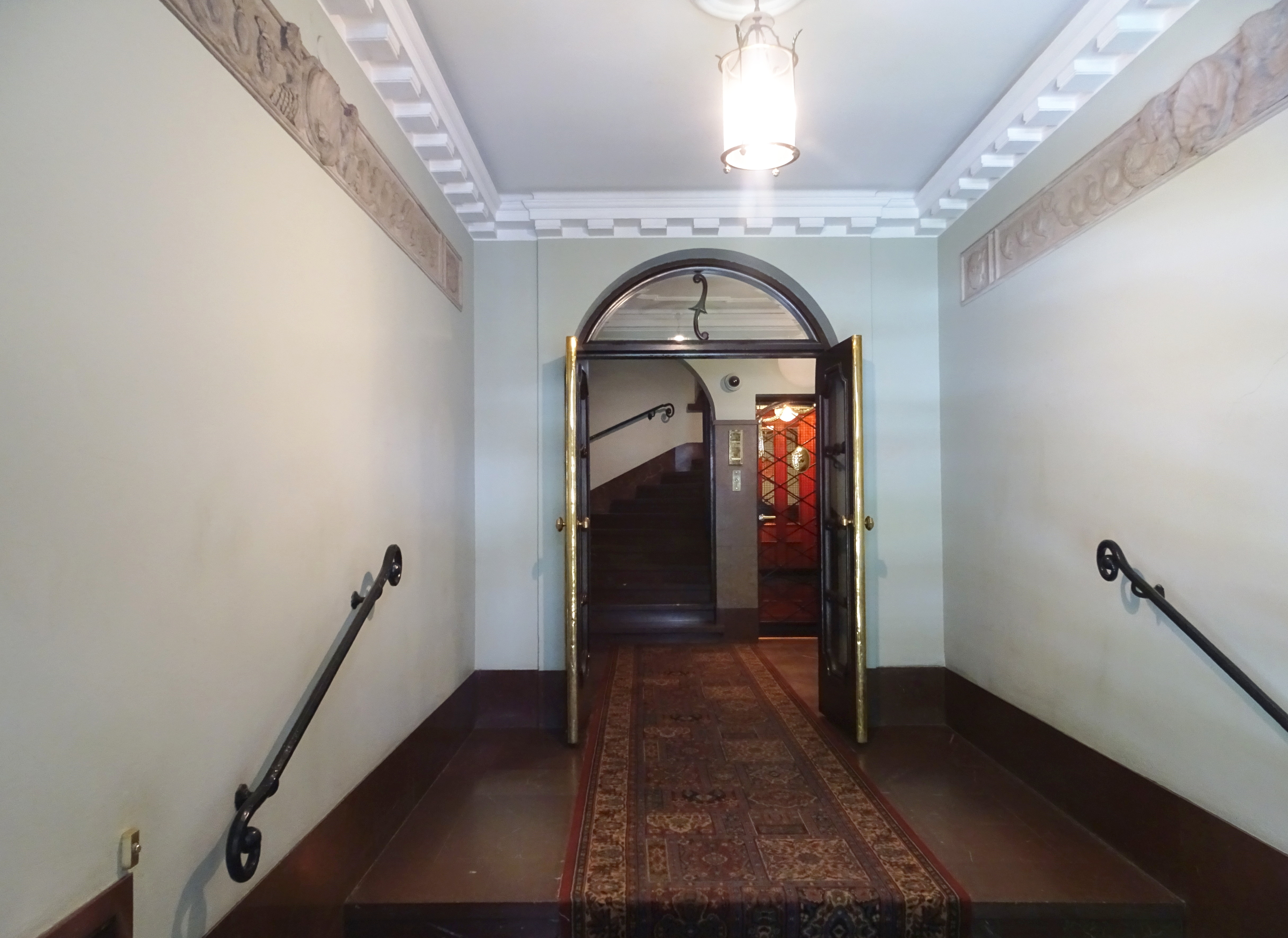
Entréhall, Strandvägen 67.

Entrén till huvudtrapphuset är från Strandvägen 67, sedan finns ytterligare två entréer till sidotrapphusen från Strandvägen 65 respektive Linnégatan 104. Från Strandvägen ledde även en garagenerfart till källarvåningen där det fanns ett tiotal garageplatser för husets boenden. Från Linnégatan gick en dörr ner till ett finbageri vars lokaler upptog hela nordöstra flygeln.
Huvudportalen är i ursprungligt skick. Porten i trä har glasade öppningar i dörrbladen och ett välvt överstycke med skulpterat smidesgaller och guldstjärnor samt husets adress ”No 67” i guld. Entrén innanför är stram gestaltad i typiskt 1920-talsklassicism. Golvet är täckt av rödbrun kalksten som fortsätter i trapphus och trappa. Väggarna är vitmålade och smyckas av en skulpterad fris med klassicerande motiv som löpet under taket längs med långväggarna. Taket inramas av en tandsnittslist. På våningsplanen märks medaljonger med fågelmotiv.
Den ursprungliga lägenhetsfördelningen på våningsplanen var två bostäder i flygeln mot Strandvägen och två bostäder i flygeln mot Linnégatan. Fortfarande vände sig byggherren till bättre bemedlade samhällsklassen vilket återspeglas i rumsbeteckningar och de boendens titlar såsom bankdirektör, grosshandlare, redare och konsul. Lägenheterna var stora med vardagsrum, herrum, salong, matsal, flera sovrum och flera jungfrurum. Till köket hörde serveringsrum med fast skåpinredning. Badrum, dusch och WC var numera standard, likaså en hiss i samtliga tre trapphus. Lägenhetsfördelningen är idag inte längre den ursprungliga. Genom ombyggnader, uppdelningar och vindsutbyggnad finns numera totalt 41 bostäder av varierande storlek i huset.

## Ägare och boenden
Hornblåsaren 5 ägdes av Eskil Alfheims byggfirma E.R. Alfheim & Co fram till 1930. Han och hustrun, operasångerskan Karin Alfheim, bodde själva i huset med sin familj och tornrummet blev hennes musiksalong. Efter Alfheim innehades fastigheten av industrimannen Bengt Ingeström vars ättlingar sålde den år 2003 till bostadsrättsföreningen Hornblåsaren 5. Föreningen äger husets 41 bostadsrätter med storlekar mellan 21 och 242 m². I november 2021 såldes en lägenhet om fyra rum och kök (144 m²) för knappt 24 miljoner kronor.
Bland hyresgästerna på 1920-talet märks den svensk-litauiske författaren och diplomaten Ignas Jurkunas-Scheynius och under 1940- till 1960-talen bodde professor Yngve Larsson i huset.

## Ursprungsritningar

Fasader och sektion
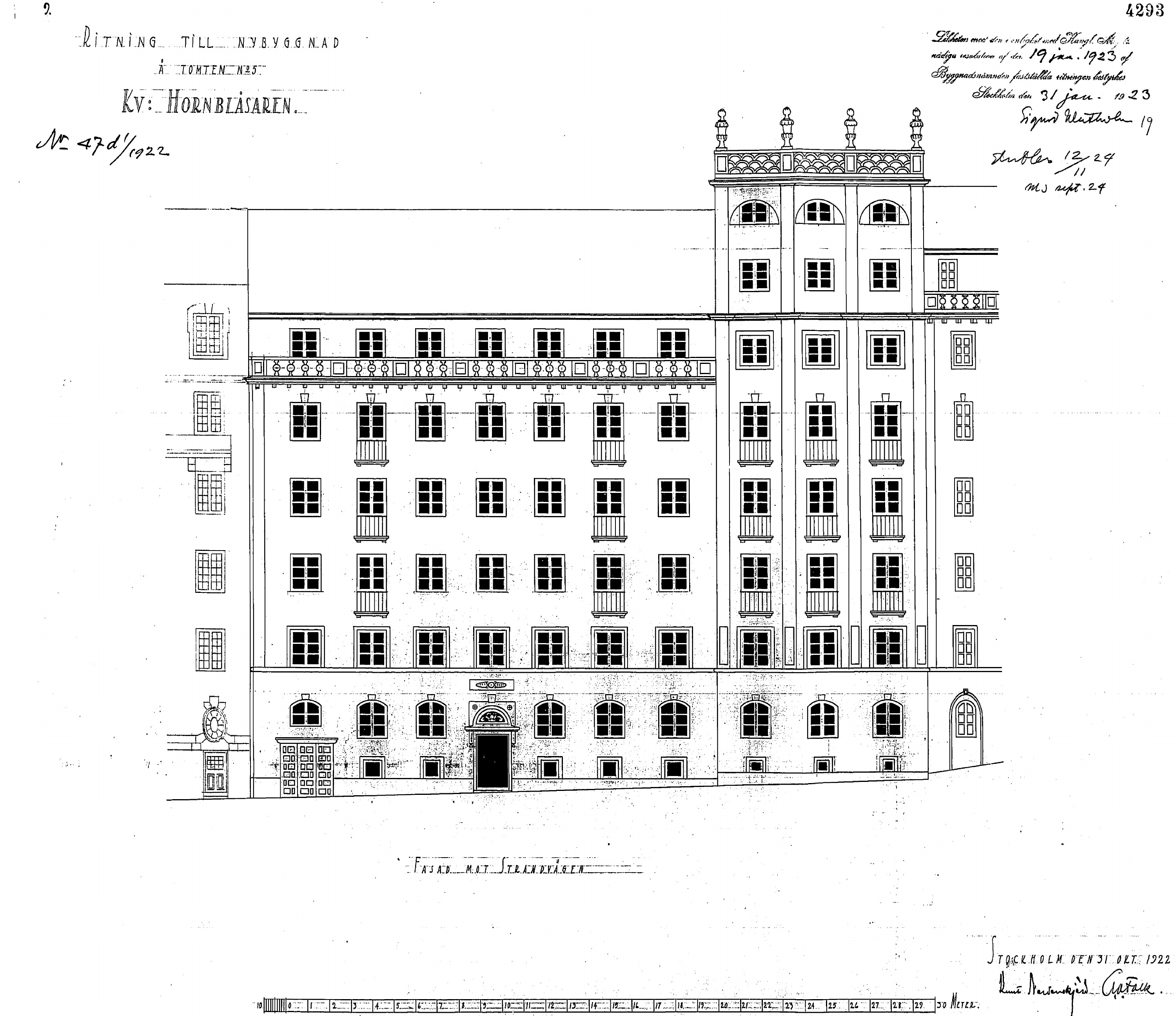
Fasad mot Strandvägen 65.
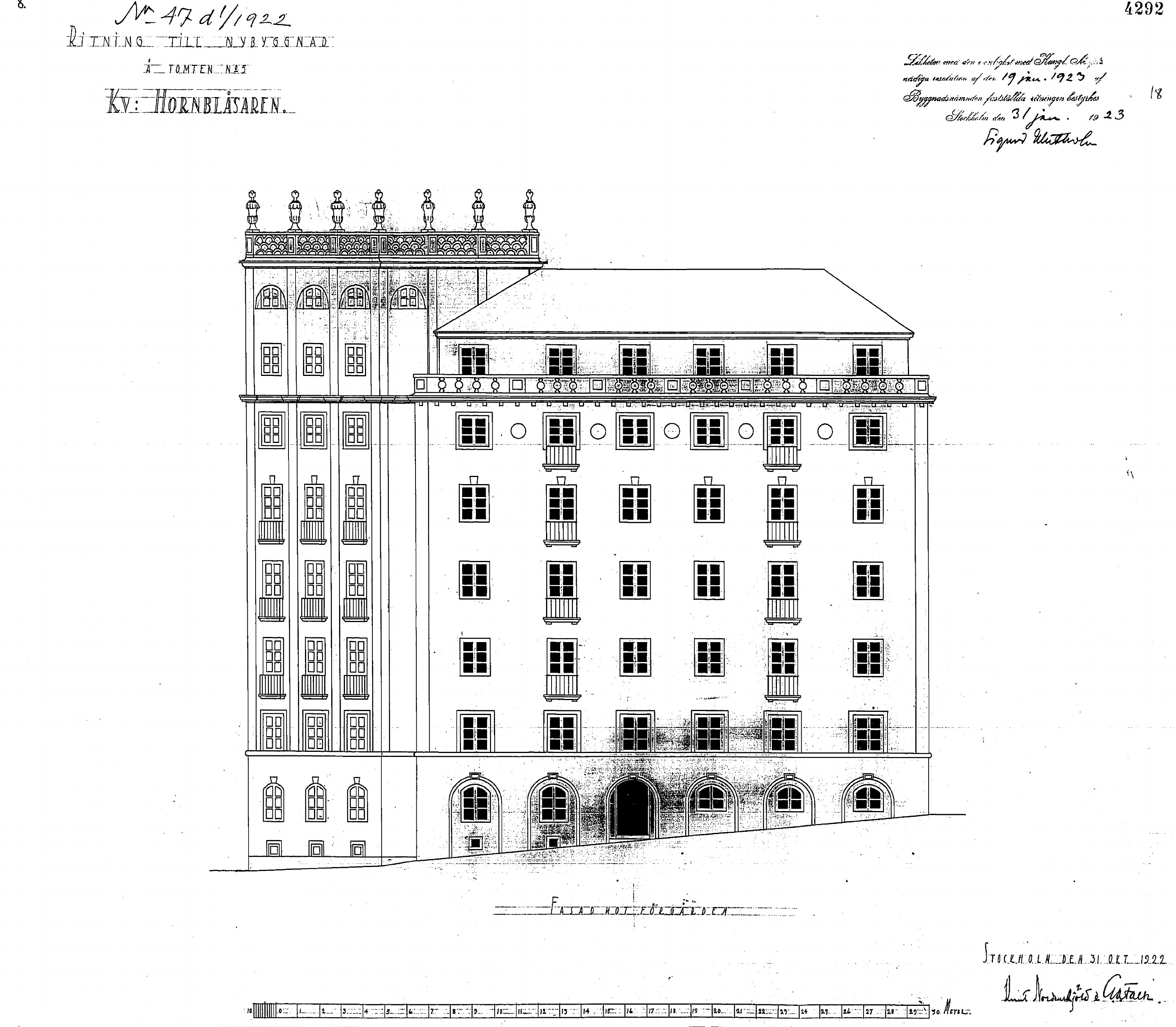
Fasad mot Strandvägen 67.
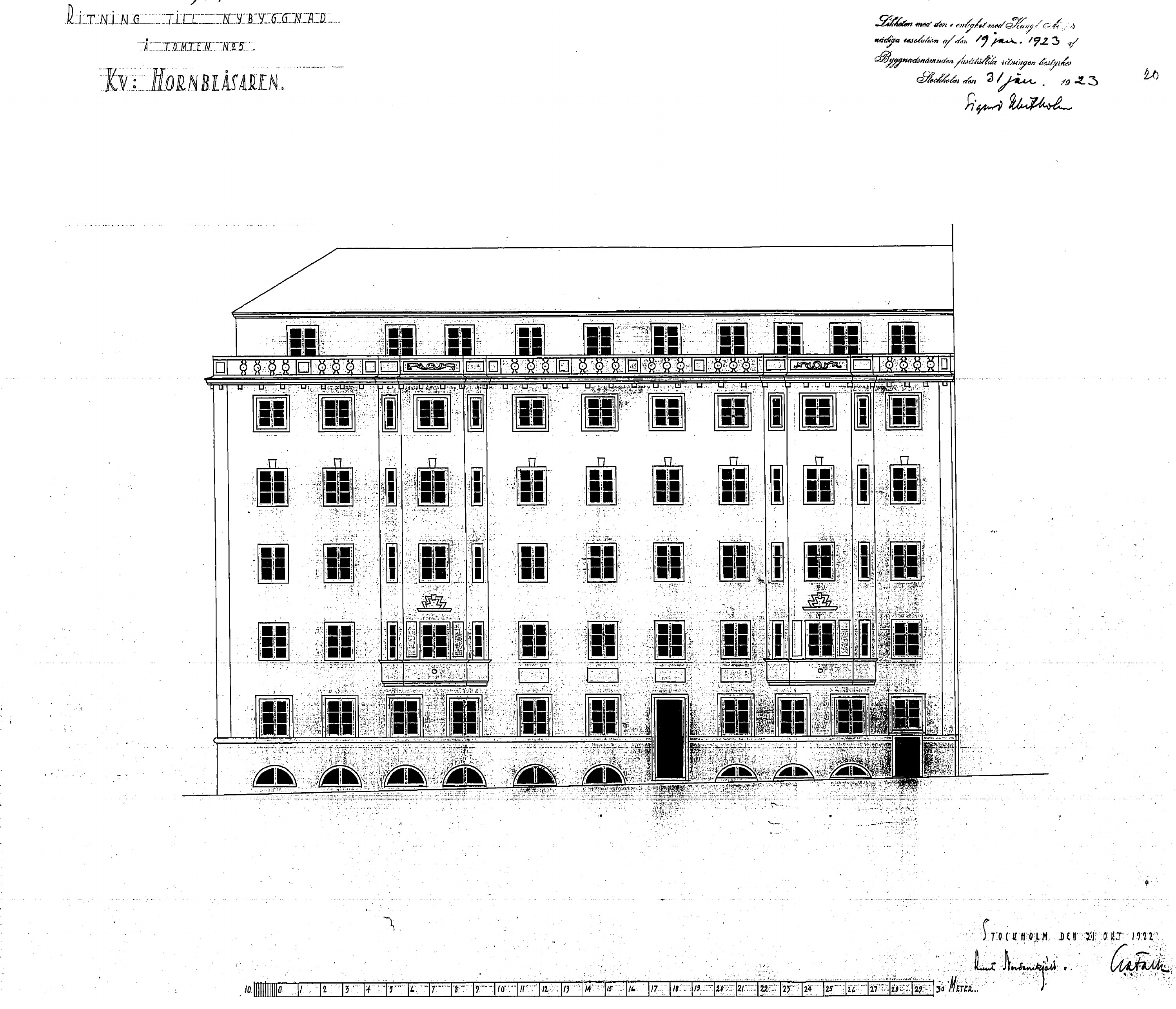
Fasad mot Linnégatan 104.
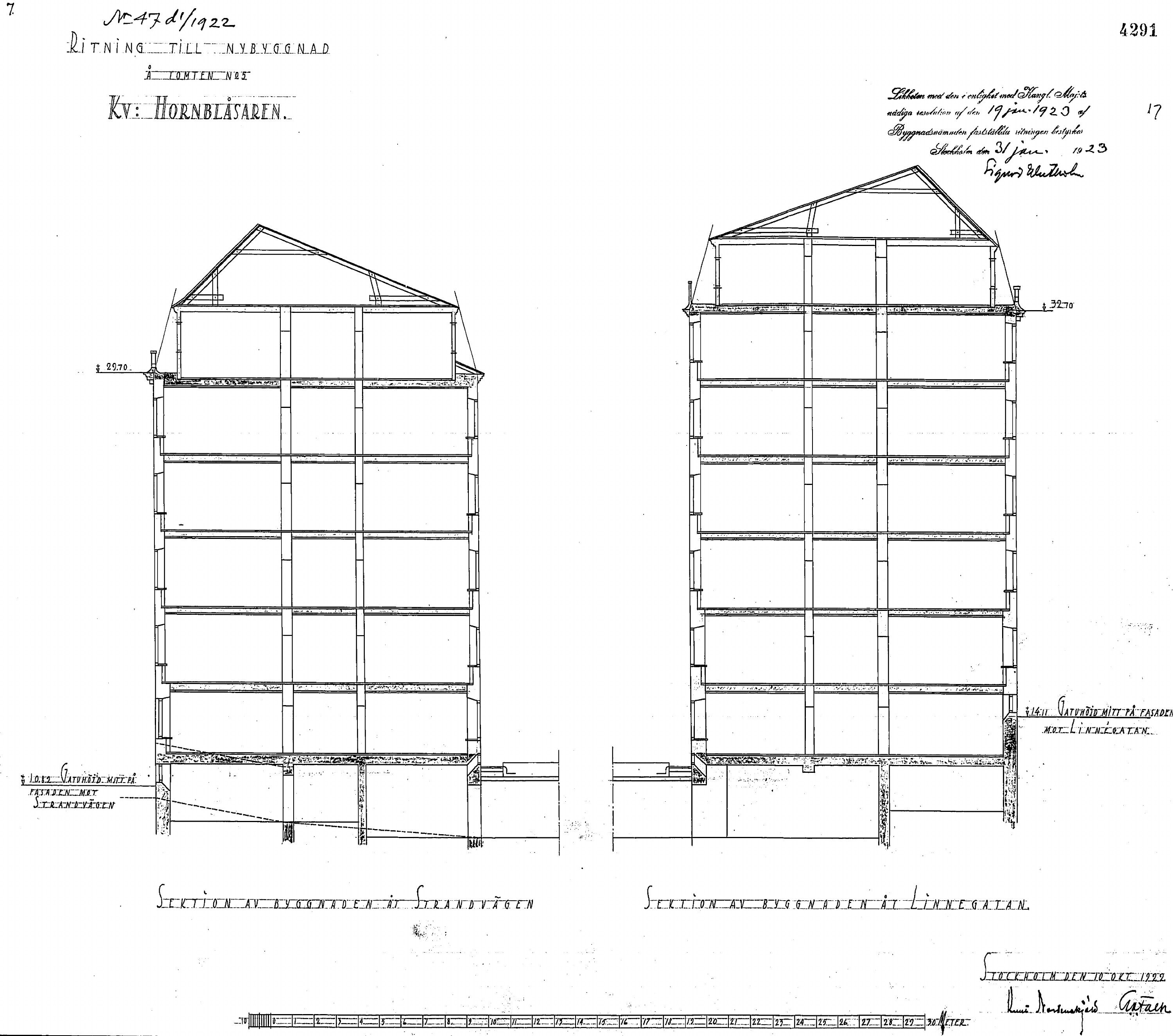
Sektion.

Planer
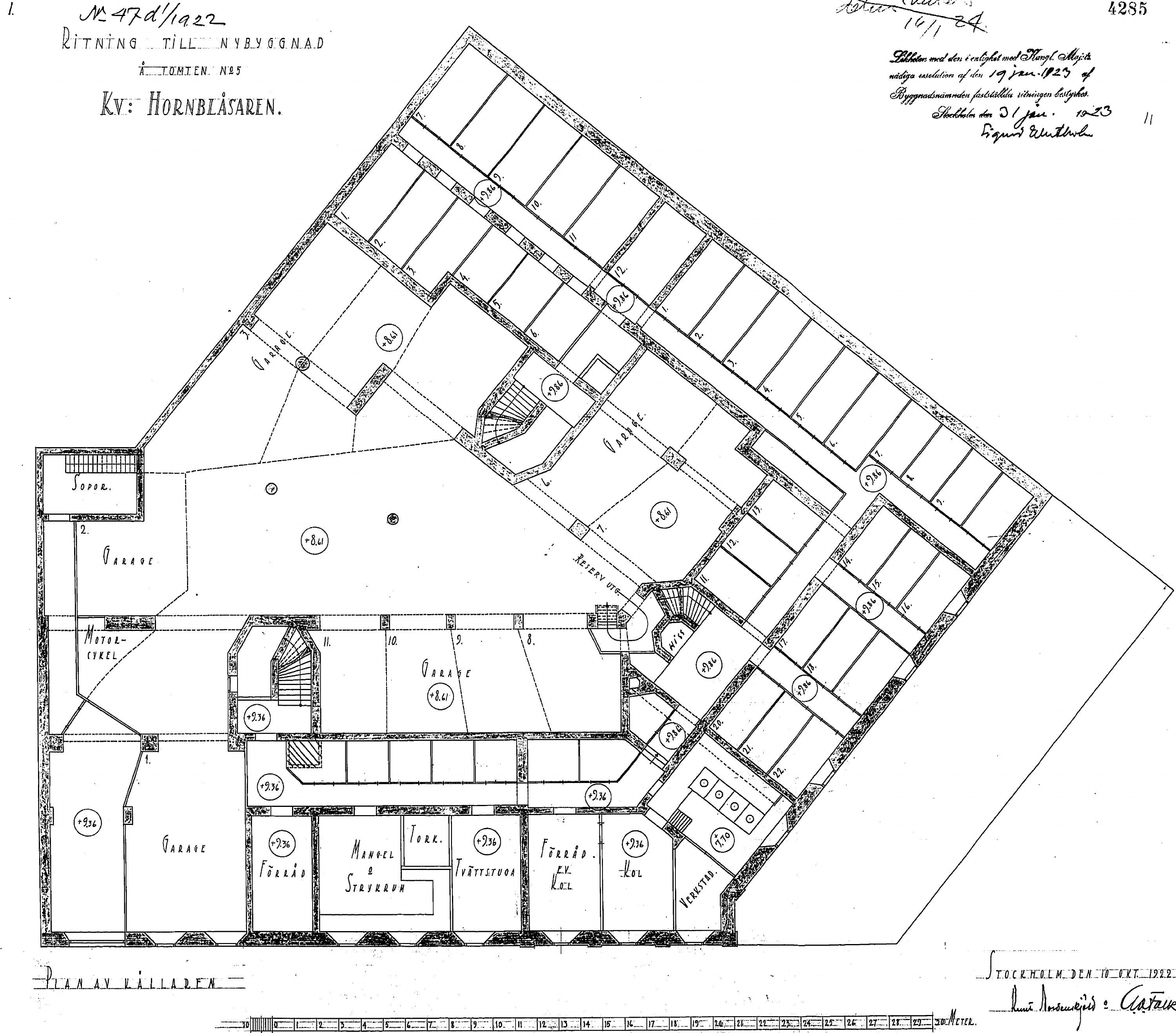
Källarvåning.
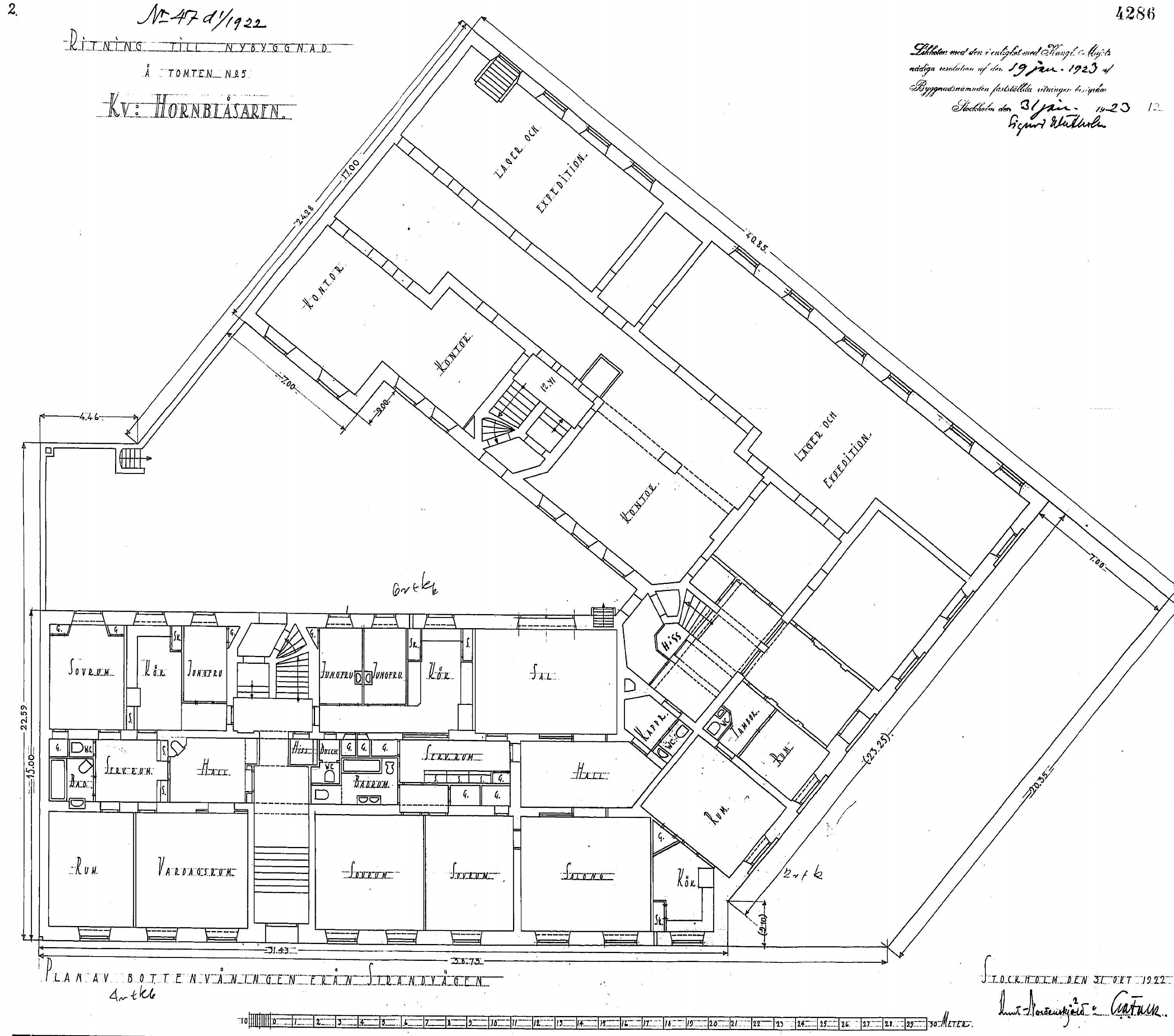
Bottenvåning.
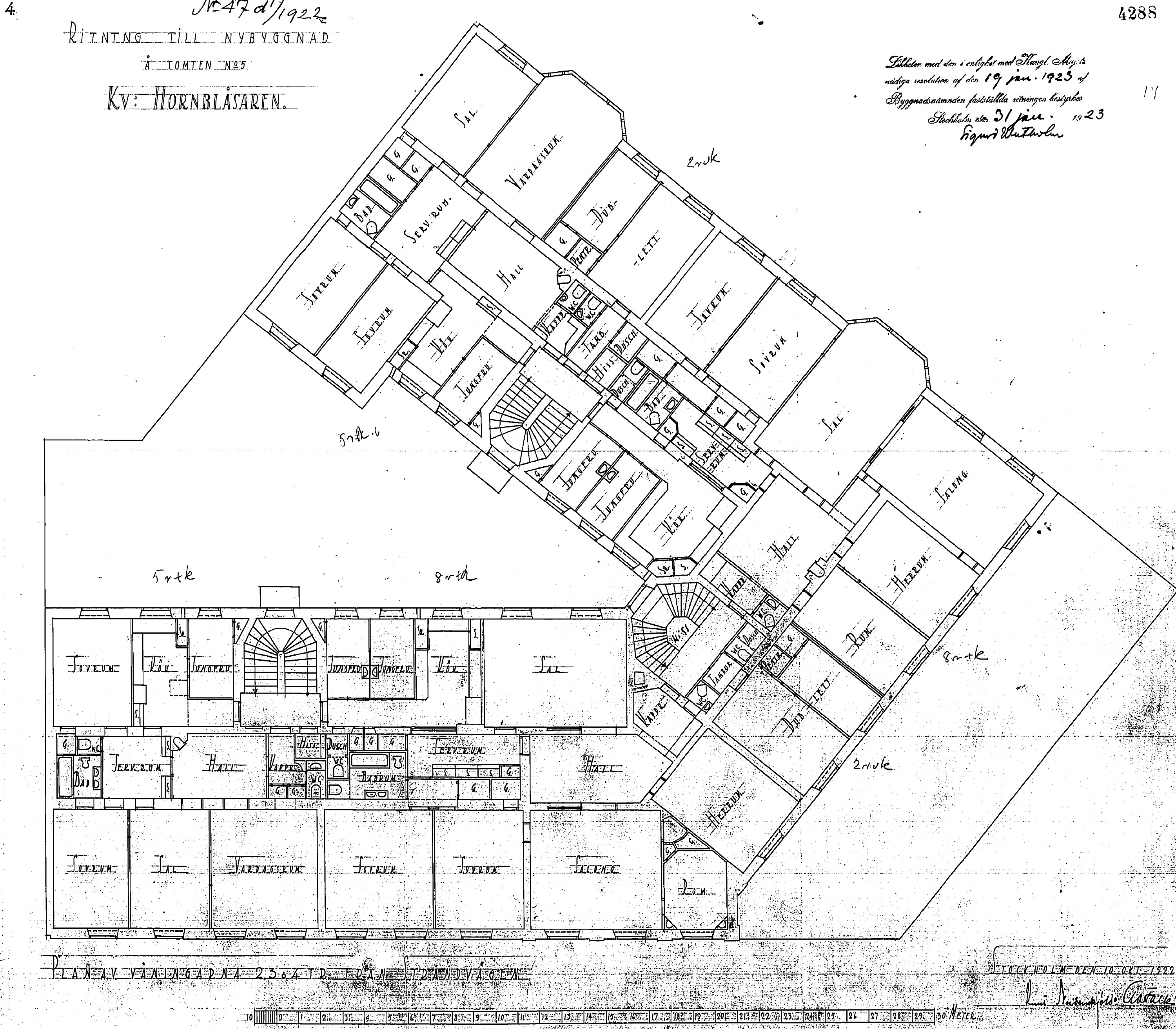
Våningsplan 2, 3 och 4 trappor.
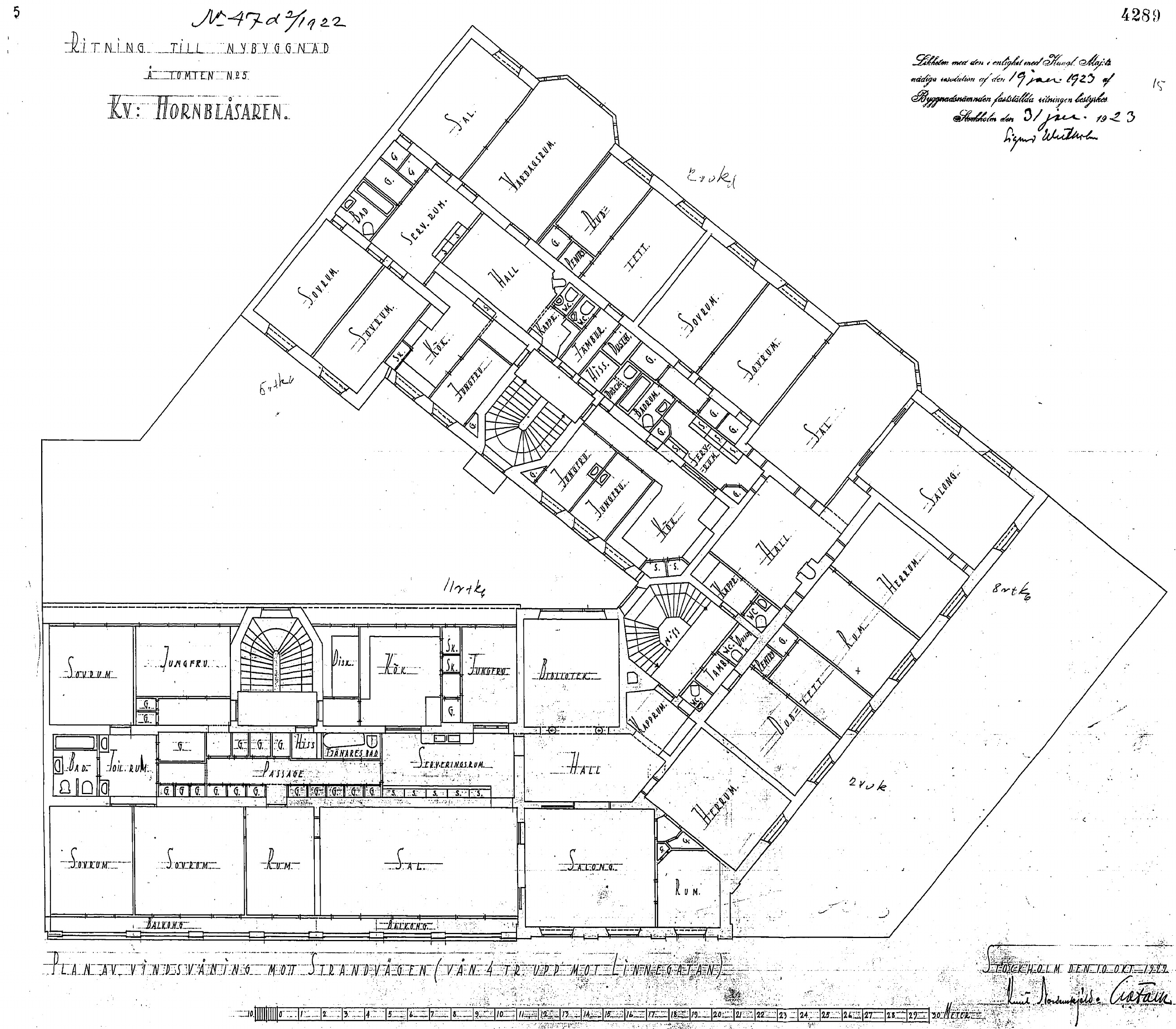
Vindsvåning.